# Tramvai cu aburi

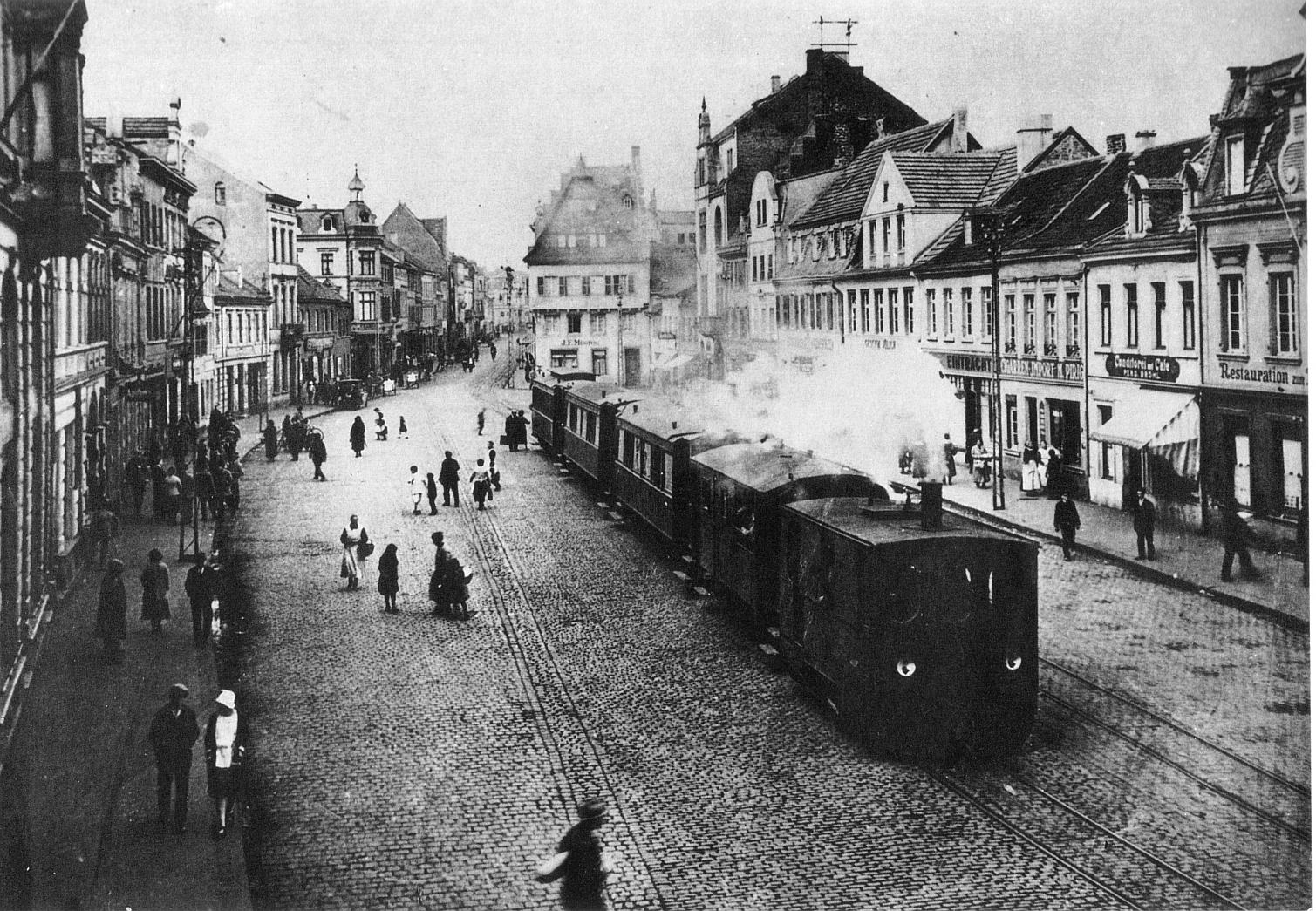
Un tramvai german cu aburi pe calea ferată Köln-Bonn, trăgând un tren prin piața din Brühl, în jurul anului 1900

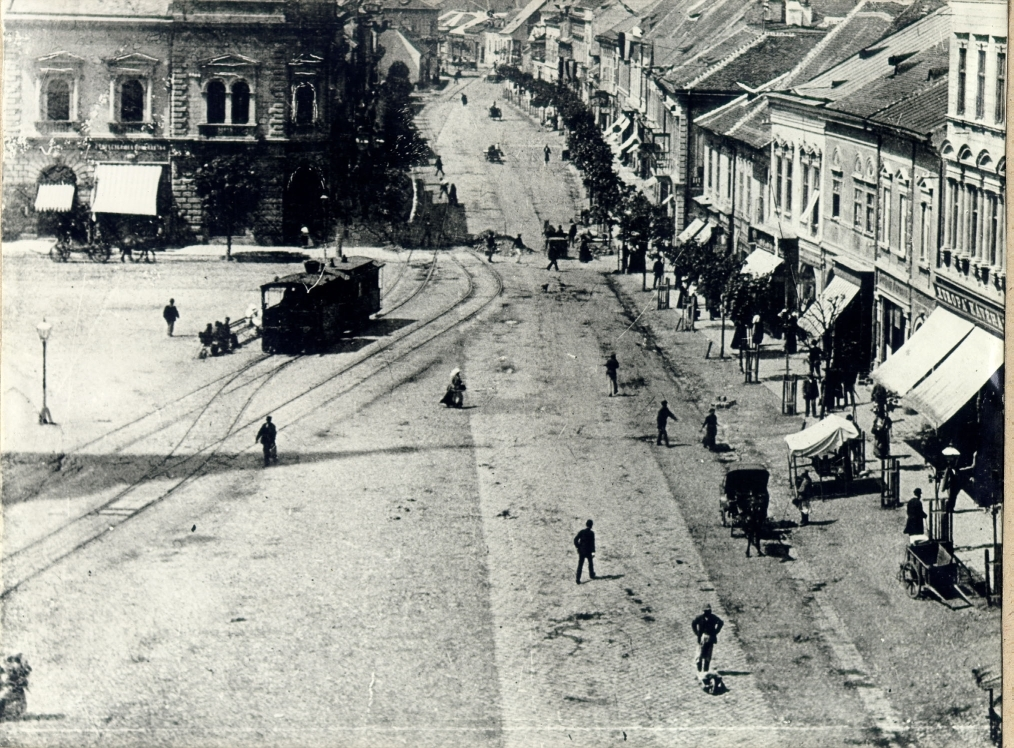
Tramvaiul din Cluj, 1902

Tramvaiul cu aburi a fost primul tip de tramvai mecanic, format dintr-o mică locomotivă cu aburi care trăgea unul sau mai multe vagoane, similar cu un tren. Sistemele cu astfel de tramvaie cu aburi includeau Christchurch, Noua Zeelandă și Sydney, Australia. În Europa unul din primele tramvaie cu aburi a fost cel din München, inaugurat în august 1883.

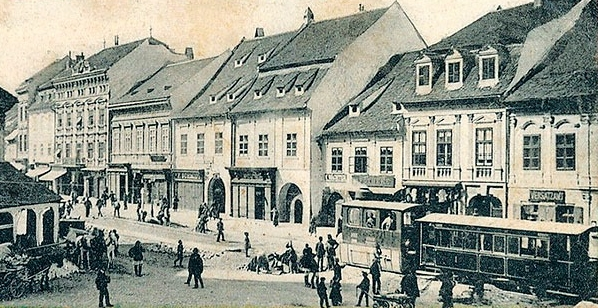
Tramvaiul cu aburi în Piaţa Sfatului din Brașov în jurul anului 1900

Primul tramvai cu aburi de pe teritoriul actual al României a fost Tramvaiul din Brașov, construit în 2 ani, între 1891-1892 și inaugurat în 1892, urmat de Tramvaiul din Cluj, inaugurat la 28 august 1893.